# LOGI-VÁR Logikai Várépítő Játék
A LOGI-VÁR Logikai Várépítő Játék fa építőjáték, magyar fejlesztésű és gyártású, védjeggyel rendelkező képességfejlesztő eszköz. A natúr játékszer gyártása 1999-ben kezdődött Hajdúböszörményben.

## Egyedi tulajdonságok
A játék sajátossága, hogy mindössze 5 alkatrész típust tartalmaz: három különböző hosszúságú gerenda méretet, valamint kisebb és nagyobb tűzfalelemeket. Az építőelemek speciális kialakításuknak köszönhetően könnyen egymásba illeszthetőek, nincs szükség az építkezést lassító és nehézkessé tévő ajtó-, ablak-, tetőelemekre, vagy más összekötő alkatrészre. A gerendák elmozdulását csapolás akadályozza meg, így a gyerekek stabil, öntartó konstrukciókat tudnak összeállítani.

## Egységcsomag
A játék 86 darabos egységcsomagokból áll. Az egységcsomagok tetszőlegesen összeépíthetőek, többszörözhetőek, ezáltal megtöbbszörözik az építési variációkat. Minden garnitúra tartalmaz 12 darab 26 centiméteres, 35 darab 14,5 centiméteres és 35 darab 9 centiméteres építőelemet, valamint csomagonként 2 darab kisebb, és 2 darab nagyobb háromszög alakú egységet. A mindössze 5 építőelem-típusból a gyerekek a kézügyességük és kreativitásuk fejlődésével párhuzamosan egyre látványosabb térbeli struktúrákat képesek alkotni.

## Felhasználási terület, ajánlott korosztály
A konstrukciós játék egyaránt felhasználható oktatási intézményekben taneszközként és otthoni játékra is. Óvodás- és iskoláskorú gyerekeknek való. Az egyszerű, egymáshoz kapcsolható építő elemekből óvodások által is könnyen és gyorsan megépíthető építményektől (karám, őrtorony, házikó) a legbonyolultabb (harci helikopter, gőzmozdony, katedrális makett) szerkezetekig szinte bármilyen térbeli struktúra megalkotható. A természetes anyagból készült építőjáték szórakoztatva fejleszti a gyermekek kreativitását, találékonyságát, térlátását és mozgáskoordinációját.

## Fotógaléria
LOGI-VÁR fajátékfilm
Film a LOGI-VÁR fajátékról